# 天主教兰斯总教区
天主教兰斯总教区（拉丁語：Archidioecesis Remensis）是罗马天主教在法国设立的一个总教区，教区成立于250年前后，大约750年升格为总教区，头衔为「法蘭西主教长」。 
兰斯总教区的范围相当于香槟-阿登大区的马恩省兰斯专区和阿登省。兰斯教省还包括以下附属教区：天主教亚眠教区、天主教博韦教区、天主教沙隆教区、天主教朗格勒教区、天主教苏瓦松教区和天主教特鲁瓦教区。主教座堂设于兰斯圣母院，传统上法国国王在此加冕。
2010年有565,000名教友（佔轄區總人口92.2%）、七十個堂區、131名司鐸。现任总主教為蒂埃里·約當。 